# Novoivanovskoe (Oblast' di Mosca)
Novoivanovskoe (in russo Новоивановское?) è una cittadina della Russia europea centrale, situata nell'oblast' di Mosca. Apparteneva all'Odincovskij rajon).
Sorge nella parte centrale dell'oblast', ai confini occidentali di Mosca.